# Rapimento e riscatto
Rapimento e riscatto (Proof of Life) è un film del 2000 diretto da Taylor Hackford, con Russell Crowe e Meg Ryan.

## Trama
Peter Bowman, un ingegnere statunitense sposato con Alice, vive e lavora a Tecala, una cittadina del Sudamerica, dove sta realizzando assieme alla sua ditta una diga per aiutare la popolazione contro le inondazioni. Un giorno, recandosi al lavoro, è costretto a fare un itinerario differente, a causa di una processione, e qui incappa in un posto di blocco dell'ELT (Esercito di Liberazione di Tecala). Peter viene rapito dai guerriglieri e condotto verso il loro rifugio su per le montagne. Viene incaricato un negoziatore, Terry Thorne, ex militare dello Special Air Service, per poter condurre le trattative con i guerriglieri e riportare sano e salvo a casa Peter. Qui inizia una trattativa estenuante con il portavoce dell'ELT, un tale che si fa chiamare "Marco", il quale chiede inizialmente una cifra esorbitante, 5 milioni di dollari.
Tramite una negoziazione continua, Terry riesce a portare il riscatto a 650.000 dollari. Durante la negoziazione e la vicinanza con Alice, Terry si rende conto di essersi innamorato di lei. Nel frattempo Peter è stato portato sulle montagne, nel covo dei guerriglieri. Qui fa la conoscenza di un missionario tedesco ex soldato della legione straniera, tale Eric Kessler, prigioniero anch'egli dell'ELT da 19 mesi, e insieme decidono di provare a scappare. Kessler riesce a fuggire e, incontrando Alice e Terry, racconta che probabilmente Peter è stato ucciso durante la fuga e mostra loro una mappa dettagliata del campo dove si trovava prigioniero assieme a lui. Terry, il quale nutre ancora qualche speranza che Peter possa essere ancora vivo, riesce a scoprire l'identità di "Marco" (che, nel frattempo, ha interrotto la trattativa) e, raggiuntolo, ha la conferma che Peter è vivo. A questo punto insieme a Dino, ex membro dei Berretti Verdi americani, anch'egli negoziatore e a Tecala per liberare un ostaggio francese dell'ELT, viene organizzata un'azione di commando per recuperare Peter. La missione, nonostante il ferimento di un membro della squadra, ha successo e porta in salvo assieme all'ostaggio francese anche Peter, che dopo 124 giorni di prigionia riabbraccia la moglie.

## Curiosità
- Nella versione originale, l'ostaggio francese liberato insieme a Peter è in realtà un banchiere italiano di nome Calitri.

## Riconoscimenti
- 2000 - Satellite Award
  - Nomination Miglior colonna sonora originale a Danny Elfman
- 2001 - Blockbuster Entertainment Awards
  - Nomination Miglior attore in un film di suspense a Russell Crowe
  - Nomination Miglior attrice in un film di suspense a Meg Ryan
  - Nomination Miglior attore non protagonista in un film di suspense a David Caruso
  - Nomination Miglior attrice non protagonista in un film di suspense a Pamela Reed